# Daniele Massaro
Daniele Massaro (n. 23 mai 1961) este un fost fotbalist italian.

## Statistici
| Italia | Italia  | Italia |
| An     | Meciuri | Goluri |
| ------ | ------- | ------ |
| 1982   | 1       | 0      |
| 1983   | 0       | 0      |
| 1984   | 3       | 0      |
| 1985   | 1       | 0      |
| 1986   | 1       | 0      |
| 1987   | 0       | 0      |
| 1988   | 0       | 0      |
| 1989   | 0       | 0      |
| 1990   | 0       | 0      |
| 1991   | 0       | 0      |
| 1992   | 0       | 0      |
| 1993   | 0       | 0      |
| 1994   | 9       | 1      |
| Total  | 15      | 1      |